# Tau Kappa Epsilon

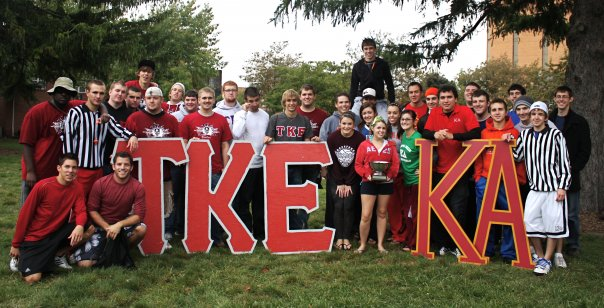
Mitglieder der Fraternities Tau Kappa Epsilon und Kappa Alpha Order posieren mit griechischen Buchstaben als Insignien ihrer Verbindungen

Tau Kappa Epsilon (ΤΚΕ oder Teke, ausgesprochen T-K-E or Tēk) ist eine internationale Studentenverbindung mit amerikanischer Tradition.
Sie wurde am 10. Januar 1899 an der Illinois Wesleyan University in Illinois gegründet. TKE hat Ortsgruppen in den Vereinigten Staaten, Kanada und eine Kooperation mit den Corps des Weinheimer Senioren-Convents (WSC). Im Herbst 2016 gab es 243 aktive Ortsgruppen („chapter“ und „colonies“) in den Vereinigten Staaten und Kanada. In den aktiven Ortsgruppen sind in 2015 11.877 Studenten organisiert und bis 2024 wurden bisher über 301.000 Mitglieder auf Lebenszeit aufgenommen. Im Jahre 1928 hat TKE als eine der ersten amerikanischen Studentenverbindung die „hell week“ abgeschafft.
Obwohl Tau Kappa Epsilon in erster Linie als Collegiate Fraternity (dt. Universitätsverbindung) bezeichnet wird, betont die Organisation, dass sie eine „Fraternity for Life“ ist. Viele Chapter haben aktive Alumni-Vereinigungen, die philanthropische Zwecke unterstützen, Mentoren für ihre Mitglieder sind und gesellschaftliche Veranstaltungen durchführen. Zu den berühmten Teke-Alumni, die ihr Engagement für die Bruderschaft fortsetzten, gehören der NFL-Quarterback Terry Bradshaw, der Country-Sänger Willie Nelson und US-Präsident Ronald Reagan.

## Chapters
ΤΚΕ-Kapitel und Kolonien sind individuelle Organisationen von initiierten Mitgliedern, die mit einer Universität oder Hochschule verbunden sind. Nach der ersten oder einbuchstabigen Alpha-Reihe werden die Kapitel mit einer Kombination aus zwei griechischen Buchstaben in alphabetischer Reihenfolge des griechischen Alphabets benannt, z. B. Alpha-Alpha, Beta-Alpha usw. Der griechische Buchstabe „Eta“ wurde als Namensreihe übersprungen. Die Namensgebung richtet sich nach dem Datum, an dem die Charta des Kapitels erteilt wurde. In einer Ausnahme von dieser allgemeinen Regel erhielt die Gruppe, die das Sigma-Kapitel gewesen wäre, die Sondergenehmigung, als Skorpion-Kapitel bezeichnet zu werden, um den Namen einer seit langem bestehenden lokalen Mitgliedsorganisation der Bruderschaft zu ehren.
Eine Kolonie wird als eine Organisation ohne Satzung der Bruderschaft definiert, bis der Große Rat, das Direktorium der Bruderschaft, ihr offiziell eine Satzung erteilt. Sobald eine Kolonie mindestens 20 qualifizierte Mitglieder hat und einen Antrag auf eine Charter gestellt hat, kann der Große Rat mit einer Zweidrittelmehrheit eine Charter erteilen. Ab 2022 werden „Kolonien“ von der Bruderschaft offiziell als „entstehende Kapitel“ bezeichnet.
Tau Kappa Epsilon ist auch mit dem deutschen Studentenverbindungssystem verbunden, das als Corps des Weinheimer Senioren-Convents (WSC) bekannt ist. Der WSC dient als Dachverband für 60 studentische Corps in 22 Städten in ganz Deutschland.
Zur Förderung dieser internationalen brüderlichen Freundschaft wurde Past Executive Vice President Timothy J. Murphy Teil des Corps Franconia Darmstadt (Technische Universität Darmstadt) und erhielt den Status des „Inhabers der Corpsschleife“ (IdC), eine Seltenheit für einen ausländischen Staatsbürger. Seitdem hat er auf Kongressen und Versammlungen von Studentenverbindungen in Weinheim und Würzburg, Deutschland, gesprochen.

## Bekannte Mitglieder
Die Liste der Tau Kappa Epsilon-Brüder umfasst zahlreiche Karrieren, darunter Politik, Wirtschaft, Leichtathletik und Unterhaltung.

### Politiker
- Ronald Reagan (1911–2004), US-amerikanischer Schauspieler und republikanischer Politiker, 33. Gouverneur von Kalifornien, 40. Präsident der Vereinigten Staaten, mit dem Order of the Golden Eagle, der höchsten Auszeichnung der Bruderschaft geehrt[13]
- Robert Byrd (1917–2010), US-amerikanischer Politiker, Senator von West Virginia, zum Zeitpunkt seines Todes das dienstälteste Mitglied in der Geschichte des US-Kongresses
- Mike Huckabee (* 1955), US-amerikanischer Politiker, Gouverneur von Arkansas, republikanischer Präsidentschaftskandidat, der während seiner Kandidatur für das Amt des Präsidenten eine ΤΚΕ-spezifische Website ins Leben rief und Tekes auf der Wahlkampftour besuchte.[14][15][16]

### Verschiedene
- Howard Schultz (* 1953), US-amerikanischer Unternehmer, Gründer und Gesellschafter von »Starbucks«
- Marc Benioff (* 1964), US-amerikanischer Unternehmer, Salesforce
- Steve Forbes (* 1947), US-amerikanischer Geschäftsmann und Verleger von der Zeitschrift Forbes und der 250.000ste Eingeweihte der Bruderschaft[17]
- Terry Bradshaw (* 1948), US-amerikanischer American-Football-Spieler
- Phil Simms (* 1954), US-amerikanischer American-Football-Spieler
- Aaron Rodgers (* 1983), US-amerikanischer American-Football-Spieler
- Douglas Blubaugh (1934–2011), US-amerikanischer Ringer und Trainer
- Sim Iness (1930–1996), US-amerikanischer Leichtathlet
- Johnny Quinn
- Elvis Presley (1935–1977), US-amerikanischer Sänger und Schauspieler
- Willie Nelson (* 1933), US-amerikanischer Country-Sänger
- Everly Brothers, US-amerikanisches Gesangsduo